# Административно деление на Малайзия
Малайзия е разделена на:
- 13 щата:
  - 11 са разположени в полуостровната част, а
  - 2 са разположени на остров Борнео) и

- 3 федерални територии:
  - Куала Лумпур,
  - Путраджая и
  - Лабуан.

Щатите са:
- Джохор
- Кедах
- Келантан
- Малака
- Негери Сембилан
- Паханг
- Пенанг
- Перак
- Перлис
- Сабах
- Саравак
- Селангор
- Теренггану